# Subversiva
Subversiva è un singolo della cantante brasiliana Manu Gavassi, pubblicato il 24 settembre 2021 come secondo estratto dal quarto album in studio Gracinha.

## Promozione
Gavassi ha eseguito Subversiva per la prima volta nell'ambito degli MTV Millennial Awards il 23 settembre 2021.

## Video musicale
Il video musicale, girato a Royal Portuguese Cabinet of Reading in Brasile e diretto dalla cantante stessa, è stato reso disponibile attraverso il suo canale YouTube in contemporanea con il lancio del singolo.

## Tracce
Testi e musiche di Manoela Latini Gavassi Francisco e Lucas Cesar Lima Silveira.
1. Subversiva – 3:00

## Formazione
- Manu Gavassi – voce
- Lucas Silveira – produzione, registrazione

## Date di pubblicazione
| Paese | Data di pubblicazione | Formato                      | Etichetta             | Note  |
| ----- | --------------------- | ---------------------------- | --------------------- | ----- |
| Mondo | 24 settembre 2021     | Download digitale, streaming | Universal Music Group | [ 3 ] |